# Sault Ste. Marie (Michigan)
Sault Ste. Marie is de oudste stad van de Amerikaanse staat Michigan. De naam wordt in het Frans uitgesproken als So (rijmt op Renault), in het Engels als Soe. Door inwoners wordt het stadje vaak The Sault of, in fonetisch Engels, The Soo genoemd.
De stad ligt aan de Amerikaans-Canadese grensrivier St. Marys River, die tussen het Bovenmeer en Huronmeer stroomt. Aan de overkant van de rivier ligt de (veel grotere) Canadese tweelingstad Sault Ste. Marie (Ontario). De twee steden zijn verbonden door de Sault Ste. Marie International Bridge over de St. Marys River.
Sault Ste. Marie is de hoofdstad van Chippewa County. De stad heeft 14.318 inwoners (volkstelling 2005) op een oppervlakte van 52,3 km².

## Geschiedenis
De stad werd in 1688 gesticht als missiepost door de Franse jezuïeten Jacques Marquette en Claude Dablon en kreeg in 1887 stadsstatus. De naam van de stad is Oudfrans voor "stroomversnelling van de heilige Maria", een referentie aan de stroomversnelling in de St. Marys River nabij de stad. Schepen en boten in dit drukke vaargebied kunnen vandaag de dag de stroomversnelling omzeilen via sluizen (de Sault Locks) of een kanaal (het Sault Ste. Marie Canal).
Het gebied waar de stad zich bevindt werd oorspronkelijk bevolkt door het inheemse volk Baawitigowininiwag, het "Volk van de Stroomversnellingen", dat hier waarschijnlijk al vóór de 14e eeuw een grote nederzetting had gesticht - volgens hun traditionele geloof werden ze hiertoe aangezet door een grote kraanvogel die boven de watervallen van de St. Mary's-rivier cirkelde. De Baawitigowininiwag, die door de Fransen Saulteurs werden genoemd, maakten onderdeel uit van de Ojibwe Anishinaabe-natie. Hun nakomelingen, de Sault Tribe of Chippewa Indians of - in de eigen taal - Baawitigong, wonen in een reservaat nabij de stad.

## Onderwijs
Lake Superior State University (LSSU) in Sault Ste. Marie is de kleinste staatsuniversiteit van Michigan, met zo'n 3000 studenten. De universiteit staat bekend als een van de voornaamste opleidingscentra in de VS op het gebied van robotica.

## Verkeer en vervoer
Sault Ste. Marie is het noordelijke eindpunt van de nationale snelweg Interstate 75 en de lokale weg M-129. Spoorlijnen lopen van de stad in noordelijke richting naar Hearst in Canada en zuidelijk in de richting van Minneapolis en Milwaukee. Het vliegveld Sault Ste. Marie Airport ligt aan de Canadese kant van de rivier, ongeveer 10 kilometer ten westen van de stad.
|  |  |